# Cestrotus
Genre
Synonymes
Turriger Kertész, 1904
Cestrotus  est un genre de diptères de la famille des Lauxaniidae.

## Liste des espèces
- C. acuticurvus Li, Yang & Gaimari, 2009[2]
- C. apicalis (Hendel, 1920)[3]
- C. argenteus Hendel, 1920[3]
- C. cutherbertsoni Curran, 1938
- C. elegans Hendel, 1920[3]
- C. flavipes (Frey, 1927)
- C. flavoscutellatus de Meijere, 1910
- C. frontalis (Kertész, 1904)
- C. hennigi (Lindner, 1956)
- C. heteropterus Li, Yang & Gaimari, 2009[2]
- C. liui Li, Yang & Gaimari, 2009[2]
- C. longinudus Li, Yang & Gaimari, 2009[2]
- C. megacephalus Loew, 1862[1]
- C. obtusus Li, Yang & Gaimari, 2009[2]
- C. oculatus Hendel, 1910
- C. pictipennis (Wiedemann, 1824)
- C. pilosus (Hendel, 1920)[3]
- C. polygrammus (Walker, 1861)
- C. striatus Hendel, 1910
- C. tibialis Bezzi, 1908
- C. trivittatus Sasakawa, 2003[4]
- C. turritus Loew, 1862[1]
- C. univittatus Sasakawa, 2003[4]
- C. variegatus Loew, 1862[1]